# Csontkukac

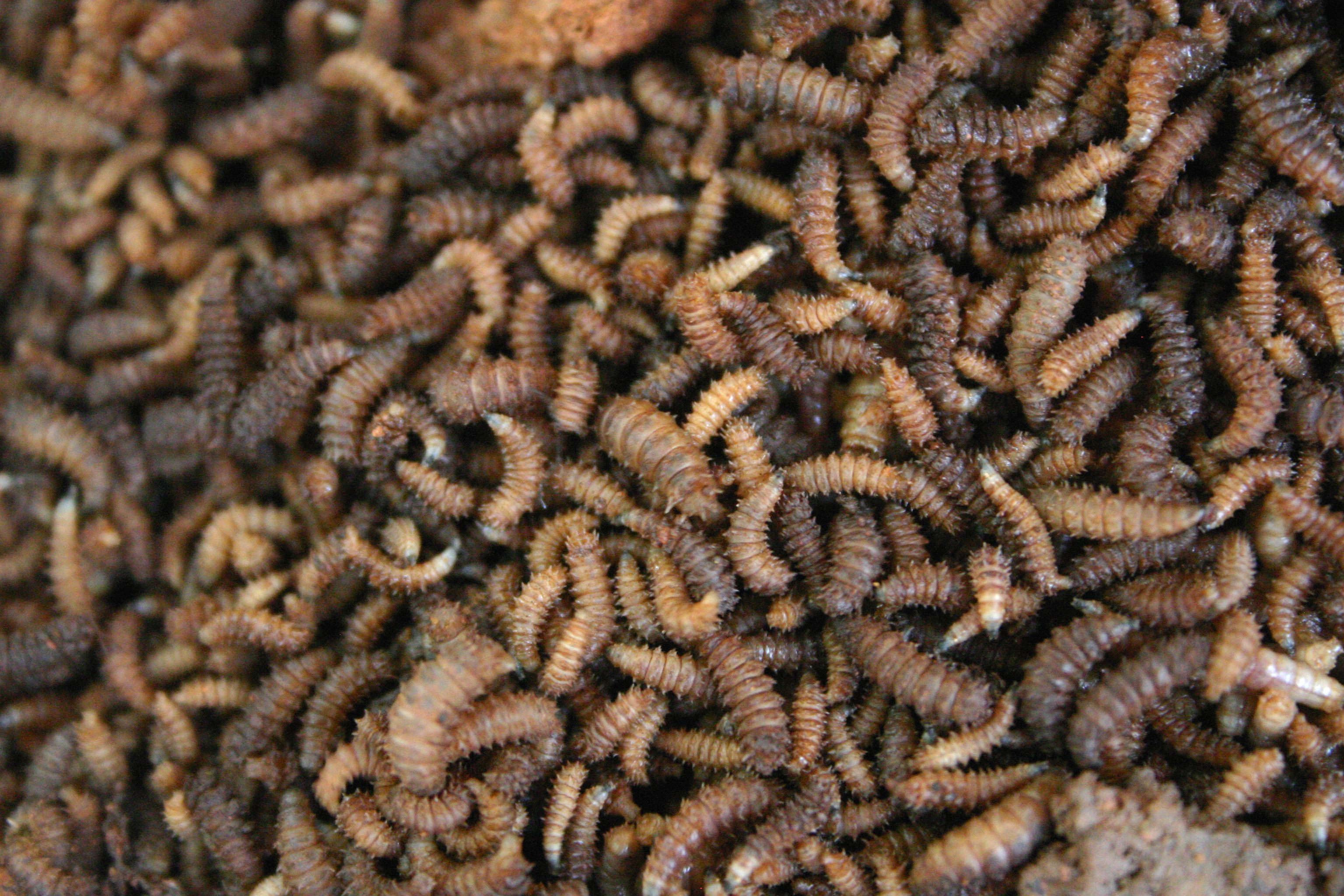
Csontkukacok

A  csontkukac más néven csonti, pinki, báb (pontosabban nyű).  A csonti és a pinki a különböző fajokhoz tartozó legyek lárvái.
A halak  rajonganak  a nyüvekért és a horgász kihasználja a halak ez irányú rajongását.
A csonti és a pinki között csak annyi a különbség, hogy a pinki jóval kisebb méretű. Ezen kettő nyűnek a bebábozódott fejlettebb állapotát nevezzük bábnak. A nyüvek természetes színe fehér, de szokták mindenféle porral, folyadékkal különböző színre festegetni (létezik kék színben is)

## A legyek szaporodása
A párzási időszak az éghajlattól függ. A nőstény légy már 3 napos korában képes petéket rakni. A nőstény legfeljebb 9000 petét tud lerakni, 120-150 petét tartalmazó csomókban. A petecsomókat olyan rothadó anyagokba rakja, amelyek a lárva számára táplálékul szolgálnak. Egy pete körülbelül 1 milliméter hosszú. A peték 12-24 óra alatt fejlődnek ki. Ekkor kikelnek a lárvák, és falánkan rávetik magukat a táplálékra. A kikelés után 3-4 nappal a lárvák bebábozódnak, ahol cseppfolyósak lesznek aztán meg keményedő, hordó formájú hüvely képződik. A fiatal légy, amikor kiszabadul a tokból, még nem teljesen kifejlett.